# Augenbläschen
Als Augenbläschen oder Vesicula optica bezeichnet man die paarige seitliche Ausstülpung der Wand des embryonalen Vorderhirnbläschens (Prosencephalon) im Bereich des späteren Zwischenhirns (Diencephalon).

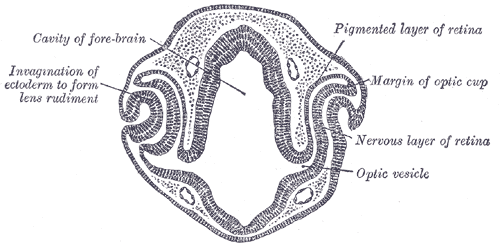
Zeichnung eines Querschnitts in Höhe des embryonalen Vorderhirns –
Augenbläschen („optic vesicle“) beim Wandel zum Augenbecher („optic cup“) während der Abschnürung der Linsenplakode zum Linsenbläschen.

Aus dem Augenbläschen gehen nach der Einstülpung zum doppelblättrigen Augenbecher (Cupula optica) die Schichten der Netzhaut (Retina) mitsamt dem Pigmentepithel (Stratum pigmentosum) des Auges hervor, während der Augenbläschenstiel (Pedunculus opticus) zum Augenbecherstiel wird, durch den dann der Sehnerv (Nervus opticus) aus der Retina zum Zwischenhirn zieht. Die Umbildung zum Augenbecher setzt nach Bildung der Linsenplakode ein, einer Verdickung im  Oberflächenektoderm als Anlage der Augenlinse, die vom darunterliegenden Augenbläschen induziert wird.
Schon vor der Abschnürung des Linsenbläschens aus dem Ektoderm senkt sich die Wand des neuroektodermalen Augenbläschens ein zum doppelwandigen Augenbecher. Zwischen den Umschlagsfalten entsteht die sich vertiefende Augenbecherspalte, die medial bis in den Augenbecherstiel reicht und neben Gefäßen auch die Nervenfasern aus der Retina aufnimmt. Danach wird die Spalte vom hinteren Augenbecher her geschlossen, indem die Faltenränder verschmelzen (ein unvollständiger Schluss führt zu Kolobomen). Am vorderen Becherrand bleibt jedoch eine Öffnung – hier wird der Umschlagsaum später zur Rückfläche der Iris und formt die Pupille über der tiefer eingesunkenen Linse. Während die Schichten der inneren Augenhaut (Retina mit Pigmentepithel) aus dem inneren und äußeren Blatt des Augenbechers hervorgehen und so dem Neuroektoderm entstammen, entstehen umgebende Anteile der mittleren und äußeren Augenhaut  – Chorioidea (Aderhaut), Sclera (Lederhaut) und Cornea (Hornhaut) – aus dem Mesenchym des Kopfbereichs.